# Arteris
A Arteris é uma das maiores companhias do setor de concessão de rodovias do Brasil em quilômetros administrados, com mais de 3.250 km em operação (1,1 mil km em concessões estaduais em São Paulo e 2,1 mil km em concessões federais).
Divididas em nove concessionárias que administram rodovias localizadas nos estados de São Paulo, Minas Gerais, Rio de Janeiro, Santa Catarina e Paraná, que formam o mais importante eixo econômico e industrial do país. No estado de São Paulo, a Arteris controla as concessionárias estaduais Autovias, Centrovias, Intervias e Vianorte do Programa de Concessões Rodoviárias do Estado de São Paulo. A companhia também detém as concessionárias federais Autopista Planalto Sul, Autopista Litoral Sul, Autopista Fluminense, Autopista Fernão Dias, Autopista Régis Bittencourt, que administram 5 lotes de rodovias federais que somam 2.079 km.
A Arteris S/A é uma empresa de capital aberto com ações listadas no Novo Mercado da Bovespa e tem 69,3% do seu controle detido pela Partícipes en Brasil S.L., companhia que tem suas ações divididas em 51% pela Abertis Infraestructuras S/A e 49% pela Brookfield Motorways Holdings SRL.

## Histórico
A companhia iniciou suas atividades no Brasil em 1997 como OHL Brasil, subsidiária do grupo espanhol OHL, e participou da primeira fase do Programa de Concessões Rodoviárias do Estado de São Paulo. O grupo adquiriu as concessionárias estaduais Autovias, Centrovias, Intervias e Vianorte.
Em 14 de fevereiro de 2008, a empresa e o Governo Federal assinaram os Contratos de Concessão por 25 anos para a gestão e operacionalização de 2.079 km de 5 lotes de rodovias federais do país: Fernão Dias, Régis Bittencourt, Fluminense, Litoral Sul e Planalto Sul.
Em dezembro de 2012, a OHL Brasil foi adquirida pela Partícipes en Brasil S.L e passou a se chamar Arteris. A Arteris tem 69,3% do seu controle detido pela Partícipes en Brasil S.L., que, por sua vez, tem suas ações divididas em 51% pela Abertis Infraestrucuturas S/A e 49% pela Brookfiled Motorways Holdings SRL.
Atualmente a Arteris é uma das maiores companhias do setor de concessões de rodovias do Brasil em quilômetros administrados, com mais de 3.250 km em operação.

## Rodovias administradas
As seguintes rodovias do estado de São Paulo são administradas pela Arteris:
- SP-255 de Ribeirão Preto até Araraquara;
- SP-318 Rodovia Engenheiro Thales de Lorena Peixoto Junior, de São Carlos até a rodovia SP-255 em Rincão;
- SP-330 Rodovia Anhanguera, de Santa Rita do Passa Quatro até Ribeirão Preto;
- SP-334 de Ribeirão Preto até Franca;
- SP-345 de Itirapuã até Franca;
- SP-225 de Itirapina até Jaú;
- SP-225 de Jaú até Bauru;
- SP-310 Rodovia Washington Luís, de Cordeirópolis até São Carlos;
- SP-147 de Itapira até Piracicaba;
- SP-191 de Rio Claro até Mogi Mirim;
- SP-215 Rodovia Dr. Paulo Lauro de São Carlos até a divisa com Descalvado e Rodovia Dep. Vicente Botta de Descalvado até Casa Branca;
- SP-330 Rodovia Anhanguera, de Limeira até Santa Rita do Passa Quatro;
- SP-352 de Itapira até divisa com Minas Gerais;
- SP-157/SP-340 - Anel Viário Prefeito Jamil Bacar;
- SP-165/SP-330 - Contorno Rodoviário de Araras;
- SP-330 - Rodovia Anhanguera de Ribeirão Preto até Igarapava;
- SP-322 - Rodovia Attílio Balbo de Ribeirão Preto até Sertãozinho;
- SP-322 - Rodovia Armando de Salles Oliveira de Sertãozinho até Bebedouro;
- SP-322 - Anel Viário Sul em Ribeirão Preto;
- SP-328 - Anel Viário Norte em Ribeirão Preto;
- SP-325 - Avenida dos Bandeirantes em Ribeirão Preto.

As seguintes rodovias federais são administradas pela Arteris:
- Rodovia BR-116, entre Curitiba, no Paraná, e a divisa dos estados de Santa Catarina e Rio Grande do Sul;
- Rodovia BR-101, entre a divisa dos estados do Rio de Janeiro e Espírito Santo e a Ponte Rio-Niterói;
- Rodovia BR-101, entre as cidades de Palhoça e Garuva, em Santa Catarina;
- Rodovia BR-376, entre as cidades de Garuva e Curitiba;
- Rodovia Fernão Dias ou BR-381, entre as cidades de São Paulo e Belo Horizonte;
- Rodovia Régis Bittencourt, trecho da BR-116 entre São Paulo e Curitiba;
- Contorno Viário de Florianópolis (anexo a BR-101) e os Contornos Leste e Sul de Curitiba (BR-116 e BR-376).